# Botshabelo
Botshabelo – miasto w Południowej Afryce, na 50 km południowy wschód od Bloemfontein (Wolne Państwo); ośrodek przemysłowy, pełniący także funkcje mieszkaniowe dla pobliskiego Bloemfontein.
Założone w 1978 przez władze jako miasto przeznaczone dla czarnej ludności.